# Alain Topor
Alain Topor, född 1952 i Paris, är en psykolog och docent i socialt arbete på Socialhögskolan vid Stockholms universitet samt professor vid Agders universitet i Norge. Topors forskning handlar om sociala faktorers och relationers betydelse vid återhämtning från psykisk ohälsa eller sjukdom.

## Biografi
Alain Topor föddes och växte upp i Paris och kom till Sverige som 13-åring 1965. Topor jobbade länge inom psykiatrin men valde att lämna den 1976 och startade istället kultur- och reportagetidningen Partisano, senare ETC, tillsammans med Johan Ehrenberg, Timo Sundberg och Micke Jaresand. Alain Topor är idag bosatt på Södermalm i Stockholm, han är därtill gift och har två barn.

## Den biomedicinska psykiatrins kris och den sociala processen
En återkommande kritik som Topor riktar mot den moderna psykiatrin är att individens situation tolkas utifrån diagnossystem. Problemet med detta enligt Topor är dels att biomedicinska orsaker till psykiska problem inte kan påvisas, samt att bedömningarna inte är objektiva då psykiatrin kan ställa olika diagnoser för samma symtom. Därtill har regler och dokumentationskrav försvårat möjligheterna för socialt arbete liksom medmänsklig vård. Topor menar istället att det är med fördel att psykisk ohälsa förstås utifrån sociala faktorer, en så kallad social process. I en social process ingår basala materiella behov som boende, sysselsättning och trygg ekonomi, men också viktiga sociala sociala band såsom närstående i form av familj och vänner. Således menar Topor att exempelvis kommunala sociala satsningar kan vara effektiva för att motverka psykisk ohälsa. Ett återkomman ord som Topor lägger stor tonvikt vid gällande återhämtning är hopp. Att få en patient att inte känna hopplöshet över sin situation har påvisat sig vara en betydande anledning till att patienter får förbättrad hälsa även vid placeboeffekt. Således menar Topor att psykiska sjukdomar inte kan ses eller behandlas på samma sätt som fysiska sjukdomar.

## Ekonomi och psykisk ohälsa
Topors forskning gällande sambandet mellan ekonomi och psykisk ohälsa har kunnat påvisa stora skillnader i välmående vid ökad inkomst. Förbättrad ekonomi kan påverka fysisk hälsa men också symtom som uppstår vid depression och ångest. Forskningen påvisar också att förbättrad ekonomi kan förkorta tiden för en patient i sluten psykiatrisk vård. Detta är något som i sin tur blir problematiskt för de personer som inte klarar av att ha ett heltidsarbete på grund av exempelvis psykisk ohälsa, de kan då inte arbeta sig ur fattigdomen som bidrar till ohälsan.

## Publikationer i urval
- Supporting recovery in social work with persons having co-occurring problems – clients’ and professionals’ perceptions (2020)
- Recovery and economy; salary and allowances (2019)
- Institutional recovery (2018)
- Money, Social Relationships and the Sense of Self (2017)
- Money and Mental Illness (2016)
- Social relationships as a decisive factor in recovering from severe mental illness (2009) [13]

## Priser och utmärkelser
- Bengt Börjesons-pris (2017)[5]
- God Socialpsykiatri (2013)[14]